# Johann Jacob Leu
Johann Jacob Leu, né le 26 janvier 1689 à Zurich et mort le 10 novembre 1768 dans la même ville, est une personnalité politique, un banquier  et un encyclopédiste suisse.

## Biographie
Après avoir suivi des études en Allemagne, aux Pays-Bas et en France, il retourne à Zurich et devient bibliothécaire de la ville en 1710. Il s'engage en politique et est successivement secrétaire de la ville en 1729, bailli de Kyburg de 1736 à 1742, puis bourgmestre de Zurich dès 1759. Entre-temps, en 1755, il fonde un établissement bancaire qui prendra par la suite le nom de « banque Leu ».
Après avoir fait paraître plusieurs ouvrages de droit, il publie en 1747 le premier volume de son Allgemeine Helvetische Eydgenössische Oder Schweizerische Lexicon qui en comptera 20 en tout, publié annuellement jusqu'en 1765 ; cette œuvre ne sera toutefois reconnue et prise en compte par les historiens nationaux qu'au XIXe siècle.

## Publications
- (de) Von dem Regiment der loblichen Eydgenossschaft, 1722Réédition augmentée de l'ouvrage de Josias Simler
- (de) Eydgenössisches Stadt- Und Land-Recht, 1727 - 17464 volumes
- (de) Allgemeines Helvetisches, Eydgenössisches oder Schweitzerisches Lexicon, 1747-176520 volumes, publiés à titre d'auteur

## Biographies
- (de) Alfred Cattani, Johann Jakob Leu, 1689-1768, Verein für Wirtschaftshistorische Studien, 1955
- (de) Marianne Zelger-Vogt, Johann Jacob Leu, 1689-1768 ein zürcherischer Magistrat und Polyhistor, Schweizerisches Landesmuseum, 1976